# Doddabagilu, Tirumakudal Narsipur
Doddabagilu là một làng thuộc tehsil Tirumakudal Narsipur, huyện Mysore, bang Karnataka, Ấn Độ.